# Arvando
Arvando (em latim: Arvandus) foi um gaulês que ascendeu diversas posições na hierarquia do Império Romano do Ocidente e foi duas vezes nomeado prefeito pretoriano da Gália. Na primeira, em 461, foi nomeado pelo imperador Líbio Severo e caiu quando ele morreu, em 465. Dois anos depois, em 467, Arvando recebeu novamente o posto das mãos de Antêmio.
O cronista - e seu amigo - Sidônio Apolinário relata que o primeiro mandato foi bastante proveitoso e ele era muito querido na região. Porém, no segundo, ele enfrentou uma ampla hostilidade que resultou não somente em sua demissão em 472 como também na sua prisão. Depois de ser levado para Roma, ele foi acusado por emissários de uma comissão montada pelos gauleses mais influentes da província de ser um traidor. Os emissários levaram consigo uma carta na qual o secretário de Arvando atestou ter sido ditada por ele. Nela, ele tenta dissuadir Eurico, rei dos visigodos, de assinar a paz com imperador romano do Oriente e aconselhando-o, ao invés disso, a atacar os britônicos que viviam ao norte do Loire. A carta afirmava que a Lei das Nações exigia que a Gália fosse dividida entre visigodos e burgúndios.
Riotamo, o rei dos britônicos, era um aliado do imperador romano do ocidente, Antêmio, e a proposição de Arvando na carta equivalia a uma declaração de guerra. Ele foi então julgado por traição e os procedimentos deveriam ter sido supervisionados por Sidônio, mas ele preferiu renunciar ao cargo e, ao invés disso, implorou por clemência em favor do amigo. No julgamento, Arvando foi considerado culpado, teve retiradas no tribunal suas insígnias e privilégios relativos à prefeitura que ocupava e enviado para uma prisão comum para aguardar sua execução.
Cassiodoro afirma que a intenção de Arvando era dividir o império e tomar o trono. É possível que Arvando esperasse obtê-lo com a ajuda de gauleses e visigodos, exatamente como já o fizera Ávito. Se for este o caso, Arvando se decepcionou com o resultado, pois não recebeu apoio nenhum da aristocracia da Gália, provavelmente por causa de seu baixo status, mas também por que a grande maioria dos gauleses teria já aprendido, pelo exemplo de Ávito, que a época para estas aventuras já havia passado.
Cassiodoro relata ainda que Sidônio e seus amigos conseguiram salvar Arvando da pena de morte: "Por ordem de Antêmio, Arvando, que tentou ser imperador, foi exilado" ("Arabundus imperium temptans iussu Anthemii exilio deportatur").